# Goskino
Goskino (russisch Госкино, kurz für Государственный комитет СССР по кинематографии Gossudarstwenny komitet SSSR po kinematografii, Staatliches Komitee der UdSSR für das Filmwesen) war die zentrale Behörde für Filmwesen in der Sowjetunion.

## Geschichte
Die erste Behörde für Filmproduktion und -distribution der RSFSR bis 1924 hieß Goskino. Die Nachfolgeorganisationen hießen Sowkino (bis 1930) und Sojuskino. Die Aufgabe von Sojuskino bestand in der zentralen Steuerung der Filmindustrie samt der unmittelbaren politischen Kontrolle aller Filmproduktionen. Das Mandat von Sojuskino erstreckte sich ab 1931/1932 auf die gesamte Sowjetunion.
Eine neue Goskino-Behörde wurde am 23. März 1963 durch den Ministerrat der UdSSR gegründet. Von 1965 bis 1972 trug sie den Namen „Komitee für Filmwesen des Ministerrats“. Von 1972 bis 1978 erhielt das Komitee seinen ursprünglichen Namen zurück. Zwischen 1978 und der Auflösung am 14. November 1991 hieß sie „Staatliches Komitee der UdSSR für das Filmwesen“. Die Leitung von Goskino hatten unter anderem Alexei Wladimirowitsch Romanow (1963–1972) und Filipp Timofejewitsch Ermasch (1972–1986) inne. 

## Neugründung
1992 wurde die Nachfolgebehörde „Roskomkino“ (Государственный комитет Российской Федерации по кинематографии, Staatliches Komitee für Kinematografie der Russischen Föderation) gegründet und später in „Roskino“ umbenannt. Roskino wurde im Mai 2008 durch Wladimir Putins Erlass Nr. 867 aufgelöst.